# Чермен
«Чермен» — радянський художній фільм 1970 року, знятий на кіностудії «Грузія-фільм».

## Сюжет
Дія відбувається в одному з сіл Осетії в XVII столітті. Будучи за походженням незаконнонародженим, Чермен усіма силами намагається відстояти свою людську гідність. Йому протистоїть Дакко, старійшина роду алдарів, в чиєму селищі проживає Чермен. Дакко з корисливих міркувань вступає в змову з князем Цараєм. Спільними зусиллями вони оббирають людей, а потім ділять між собою награбоване. Чермен випадково дізнається про цю змову і повідомляє про це своїм друзям. Спочатку він думає, що ніхто в селищі алдарів не повірить йому, незаконнонародженому, і змова залишається нерозкритою. Але друзі вступають в сутичку.

## У ролях
- Бімболат Ватаєв —  Чермен
- Тереза Кантемирова —  Азау
- Костянтин Сланов —  Дакко
- Володимир Тхапсаєв —  Бестол
- Коте Даушвілі —  Хаджі
- Веріко Анджапарідзе —  мати Чермена
- Урузмага Хурумов —  Дзандар
- Анатолій Дзіваєв —  Дзіу, друг Чермена  (дублює Всеволод Сафонов)
- Давид Габараєв —  Царай
- Зураб Капіанідзе —  Бердіа
- Софіко Чіаурелі —  мати Чермена в молодості
- Давид Кобулов —  старійшина

## Знімальна група
- Режисер — Ніколоз Санішвілі
- Сценаристи — Григорій Плієв, Олександр Мішарін, Ніколоз Санішвілі
- Оператор — Дудар Маргієв
- Композитор — Ілля Габараєв
- Художник — Реваз Мірзашвілі